# Голубоглазка лозовидная
Голубогла́зка лозови́дная (лат. Sisyrinchium sarmentosum) — вид цветковых растений рода Голубоглазка (Sisyrinchium) семейства Ирисовые (Iridaceae).

## Ботаническое описание
Многолетнее травянистое растение до 32 см высотой. Злаковидные листья, собранные в прикорневую розетку, линейной формы, до 20 см длиной. Каждый цветок имеет 6 листочков околоцветника бледно-голубого цвета с жёлтыми основаниями. Каждый листочек имеет закруглённый конец и щетинку в центре.
Плод — коричневая округлая коробочка 0,5 см высотой.
Цветение начинается в июне, достигая пика в июле. Цветки открываются поздним утром или в полдень.
Размножение — семенное и вегетативное.
Известен гибрид с видом Sisyrinchium idahoense.

## Распространение и местообитание
Растение родом с северо-западного атлантического побережья Северной Америки, где известно из части Каскадных гор в южном Вашингтоне и северном Орегоне. Произрастает на горных лугах. Известно 22 популяции.
На возвышенностях растёт рядом с пихтой великой (Abies grandis) и пихтой миловидной (Abies amabilis). Места его произрастания влажные, зимой покрываются снегом.
На лугах соседями голубоглазки лозовидной выступают хвойные (Pinopsida), луговик дернистый (Deschampsia cespitosa), лисохвост луговой (Alopecurus pratensis), тимофеевка луговая (Phleum pratense), мятлик болотный (Poa palustris), ситник тонкий (Juncus tenuis), ситник мечелистный (Juncus ensifolius), осока пузырчатая (Carex vesicaria), Carex microptera, Agrostis idahoensis, земляника виргинская (Fragaria virginiana), черноголовка обыкновенная (Prunella vulgaris), клевер ползучий (Trifolium repens), лапчатка Друммонда (Potentilla drummondii), лютик жгучий (Ranunculus flammula), золотарник канадский (Solidago canadensis), вероника щитковая (Veronica scutellata), гроздовник многораздельный, кошачья лапка мелколистная (Antennaria microphylla) и виола крючковатая (Viola adunca).

## Охранный статус
Поедание рогатым скотом ограничивает семенное размножение, поэтому вегетативное более распространено. Это уменьшает генетическое разнообразие популяций, поэтому поедение является некоторой угрозой. Другой угрозой является тушение лесных пожаров. Когда естественный пожар потушен, луга оказываются заваленными частями деревьев, образуя тень. Также угрозу представляют инвазивные виды, такие как чернокорень лекарственный (Cynoglossum officinale), якобея обыкновенная (Jacobaea vulgaris), бодяк полевой (Cirsium arvense) и бодяк обыкновенный (Cirsium vulgare).